# Jean-Pierre Palm
Mori Aldiouma Jean-Pierre Palm (* 16. Januar 1953 in Dédougou (Obervolta), heute Burkina Faso) ist ein Politiker aus dem westafrikanischen Staat Burkina Faso und seit September 2005 Minister für Sport und Freizeit.
Nach seiner Ausbildung in Marokko und Frankreich hatte er verschiedene Posten in der burkinischen Verwaltung inne.